# Бреслер, Людмила Ивановна
Людмила Ивановна Бреслер (урожд. Кутепова; 3 мая 1946 — 2 августа 2009) — заслуженная артистка Российской Федерации (1993).

## Биография
После окончания Оренбургского театрального училища Людмила Кутепова работала в филармонии и выступала на эстраде с кукольными номерами. Однажды встретила актёра Виноградова, который очень короткое время успел поработать в только что родившемся театре «Буратино». Он-то ей и присоветовал поехать в Магнитку, попробовать себя в новом театре.
Приехала в Магнитогорск вместе с Виктором Шрайманом и Марком Борнштейном открывать новый детский кукольный театр «Буратино».
Работала в Магнитогорском театре кукол.
Похоронена на Левобережном кладбище Магнитогорска.

## Творчество
Прошло немного времени, и «Буратино» прогремел на всю Европу, когда театр стал Лауреатом международного фестиваля в Польше. Позже было ещё много побед, наград и званий.
С начала своей творческой деятельности Бреслер проявила себя как яркая, творческая, талантливая, незаурядная актриса, щедро наделённая от природы выразительной внешностью, богатым голосовым диапазоном, музыкальностью, пластичностью, гибкой психотехникой. Людмила Ивановна сыграла на сцене театра более 100 ролей, и каждый созданный ею образ покорял зрителей любой возрастной категории, получал высокую оценку критиков. Очень многие из спектаклей, в которых участвовала Л. И. Бреслер, были отмечены премиями и дипломами различных фестивалей. Имя актрисы широко известно не только в уральском регионе, но и в театральной России.
Спектакли, в которых участвовала Л. И. Бреслер:
- «Дом, который построил Свифт» — Лапутянка, герцог Уолп
- «38 попугаев» — мартышка
- «Дюймовочка» — жаба, ласточка
- «За великое чувство любви» — Мама
- «Преступление и наказание» — Катерина Ивановна
- «Станционный смотритель» — светская дама;
- «Человек и джентльмен»;
- «Тайна острова Баррамапуту» — черепаха;
- «Винни-Пух и все, все, все» — Пятачок, мама и многие другие.

## Память
3 мая 2010 года в театре кукол «Буратино» прошёл вечер памяти в 64-й день рождения первой актрисы театра Людмилы Бреслер (Клюкиной).